# 181
| [ Edytuj tabelę ] |                        |
| Cesarz Chin       | - 168 Han Lingdi 189   |
| Władca Korei      | - 179 Kogukch’ŏn 197   |
| Papież            | - 175 Eleuteriusz 189  |
| Król Partów       | - 147 Wologazes IV 191 |
| Cesarz Rzymu      | - 180 Kommodus 192     |

Rok 181 / CLXXXI
stulecia: I wiek ~
II wiek ~
III wiek

lata: 171 «
176 «
177 «
178 «
179 «
180 «
181
» 182
» 183
» 184
» 185
» 186
» 191

## Urodzili się
- 21 kwietnia – Han Xiandi, cesarz Chin (zm. 234).
- Perpetua z Kartaginy, męczennica chrześcijańska (zm. 203).
- Zhuge Liang, chiński polityk, kanclerz i regent Shu Han (zm. 234).